# Албанци
Албанци (болг. Албанци) — село в Болгарии. Находится в Кырджалийской области, входит в общину Джебел. Население составляет 11 человек.

## Политическая ситуация
Албанци подчиняется непосредственно общине и не имеет своего кмета.
Кмет (мэр) общины Джебел — Бахри Реджеб Юмер (Движение за права и свободы (ДПС)) по результатам выборов.